# Michael Logue
Michael Logue (ur. 1 października 1840 w Kilmacrennan, zm. 19 listopada 1924 w Armagh) – irlandzki duchowny katolicki, arcybiskup Armagh w latach 1887–1924, prymas całej Irlandii i kardynał.

## Życiorys
Był synem kowala. Ukończył seminarium w Maynooth. Ze względu na swój talent do nauki został skierowany do Paryża, gdzie po święceniach został profesorem dogmatyki w irlandzkim Kolegium. Do kapłaństwa ordynowany w grudniu 1866 roku. 
13 maja 1879 został mianowany biskupem swej rodzinnej diecezji Raphoe. Sakry udzielił mu Daniel McGettigan, prymas całej Irlandii. W kwietniu 1887 został koadiutorem abp McGettigana z prawem następstwa po nim. Sukcesję przejął już po paru miesiącach. W 1893 otrzymał kapelusz kardynalski z tytułem prezbitera Santa Maria della Pace. Był pierwszym w historii następcą św. Patryka, który został kardynałem. Brał udział w konklawe 1903, 1914 i 1922 roku. Zmarł po 37 latach kierowania Kościołem irlandzkim, jako najstarszy kardynał prezbiter (protoprezbiter).